# 孙诚谊
孙诚谊（1963年3月21日—），吉林公主岭人，汉族，中华人民共和国政治人物、第十一届全国人民代表大会贵州地区代表。
毕业于上海医科大学外科学专业。加入致公党。担任致公党贵州省委副主委，贵阳医学院附属医院副院长。2008年起担任全国人大代表。2018年1月，当选第十三届全国政协委员、贵州省政协副主席。